# Ricky Hickman
Richard Marciano "Ricky" Hickman, Jr. (Winston-Salem, 1 de setembro de 1985) é um basquetebolista profissional estadunidense que atualmente que joga no Brose Bamberga. O atleta possui 1,89m e atua na posição Armador. 